# Takashima, Shiga
Takashima (高島市 (Cao Đảo thị) Takashima-shi) là thành phố thuộc tỉnh Shiga, Nhật Bản. Tính đến ngày 1 tháng 10 năm 2020, dân số ước tính thành phố là 46.377 người và mật độ dân số là 67 người/km2. Tổng diện tích thành phố là 693 km2.

## Địa lý

### Đô thị lân cận
- Fukui
  - Mihama
  - Obama
  - Ōi
  - Tsuruga
  - Wakasa
- Kyōto
  - Nantan
  - Kyōto
    - Sakyō, Kyōto
- Shiga
  - Nagahama
  - Ōtsu

## Giao thông

### Đường sắt
JR West – Tuyến Kosei
- Ōmi-Takashima - Adogawa - Shin-Asahi - Ōmi-Imazu - Ōmi-Nakashō - Makino

### Cao tốc/Xa lộ
- Cao tốc Meishin
- Quốc lộ 161
- Quốc lộ 303
- Quốc lộ 367